# 雙相障礙
雙相障礙（英語：bipolar disorder），也称雙相情感障礙（bipolar affective disorder），是既有躁狂发作或轻躁狂发作、又有抑郁发作（躁狂、抑郁交替出现），或出现躁狂抑郁混合发作的一类心境障碍。躁狂（或轻躁狂）发作表现为心境高涨、精力旺盛、活动增加等，抑郁发作表现为心境低落、精力降低、活动减少等，混合发作则是躁狂、抑郁同时发生或快速转换。
雙相症病因不明，先天基因與後天環境都有影響。許多基因都會略微增加發生雙相症的風險，但目前尚沒有找到佔主要角色的基因，還有如長期壓力和童年受虐等環境因素，都有可能致病。若患者經歷一次以上的躁期，稱為第I型雙相症。如果躁最多为轻躁，有超过一个重性抑郁期，则为第II型雙相症。如果躁最多为轻躁、鬱不足归重性，则歸類為环性心境障碍。如果該現象是由藥物或過量飲用咖啡所引發，則不能診斷為雙相情感疾患。會出現類似症狀的疾病和情況包括：藥物濫用、性格異常 、過動 、思覺失調症以及數種醫療狀況。
雙相症患者的躁期，可分為「狂躁」或是「輕躁狂」，兩者的區別在於是否影響生活及工作和是否出現精神病症狀。若是狂躁，患者感到或表現出異常開心、有活力、易怒，常會做出不計後果的決定，對睡眠的需求也往往會減少。患者的鬱期，會哭泣、缺乏與他人眼神交流、對生命萌生負面看法，也有自殺的可能。病史長達20年以上的患者，其自殺風險超過6%，自殘風險則約30-40%。雙相症也常伴隨焦慮症以及藥物濫用等心理問題。雙相症的治療通常包括心理治療以及使用情緒穩定劑或抗精神病藥物。常用的情緒穩定劑包括鋰鹽和部分的抗癲癇藥物和多巴胺抑制藥。如果病人有傷害自己或他人的風險，即使病人本身不願意接受治療可能還是有強制治療的必要。
雙相症患者相對於一般人，由於自然原因（如心臟病等）死亡的風險是常人的兩倍，這通常是由於生活習慣不佳，或是藥物副作用。約有3%的美國人在一生當中會經歷雙相症發作，在其他國家的盛行率較低（大約是1%）。一般而言，雙相症常發作在25歲前後，不同性別間的發生率並沒有差別。雙相症在1991年的美國大約消耗450億美元的經濟成本，這當中大部分是由於因雙相症而損失的工作日數（每年約50日）。

## 名称
“bipolar (affective) disorder”一般译作“双相（情感）障碍”，值得注意的是，有时会被误写作“双向（情感）障碍”。此外，在台湾又译雙極性（情感）障碍或双极性（情感）疾患，在不同文献中还出现过双极疾患、雙相情感疾患、双相症等。除“bipolar (affective) disorder”外，该疾病还有别名如（manic-depressive psychosis）、环性精神病（cyclic psychosis）。另外，英文名“manic depression”在ICD-11 中会匹配至“Bipolar type I disorder”（双相Ⅰ型障碍）。

## 症状
双相障碍在晚期青春期和成年早期的发病率最高。疾病表现一般为抑郁和躁狂交替反复发作。这类症状发作期间，患者常常表现出对正常情绪和心理活动的干扰，如躁狂期间的坐立難安及抑郁期的动作迟缓、对生理节律和认知的影响。躁狂的情绪扰动有不同程度，从欣快到烦躁和易怒。某些精神病性症状，例如妄想或幻觉，可能在躁狂和抑郁期间出现，其内容和性质与患者当前的情绪状态一致。在某些患有双相情感障碍的人中，抑郁症状更为突出，而躁狂发作始终较轻，即属轻度狂躁类型。
根据《精神疾病诊断与统计手册》第五版标准，狂躁和轻度狂躁的区别在于持续时间：如果高涨的情绪症状持续至少四天，则可能被诊断为轻度狂躁，这些症状持续超过一周，则被诊断为一般狂躁。与狂躁不同的是，轻度躁狂可能不会伴随着生理功能受损。抑郁同狂躁两种心境交替反复发作的生理机制为何，目前仍未有公论。

### 躁期
躁期，患者會產生極度愉悅的情緒，這樣的情緒可能被當事人形容為興奮的、有活力的、滿足的、狂喜的及衝動的等等。除此之外，患者會表現出與亢奮情緒相關的行為，包括自我膨脹、精力旺盛、多話、性慾增加、失眠（睡眠時間縮短，但卻仍然擁有旺盛的精力），並且會產生自制力降低和危機感降低的情形。
輕躁時，患者會感覺特別有活力或創造力，且能維持正常的生活，因此許多病患會留戀處於輕躁期的感覺。實際上，許多患有雙相症的藝術家在處於輕躁時期的作品產量會增加，水準也會特別高。
有些人很幸運地，一生長期處於輕躁的狀態。這樣的情況如果沒有造成任何令當事人無法忍受的不便，則不需要治療，嚴格來講也不被視為疾病，但仍舊被歸類為雙相症的一種形式。這種精力充沛的人常常變成所謂的工作狂。
輕躁也有不好的一面，例如：患者會因為自制力降低而揮霍金錢、亂交朋友，或者進行不切實際的規劃以及危險的投資。也有可能因為情緒太過亢奮而失去自制力，導致亂發脾氣或講話不經思考，而在行為或言談間傷害到身邊的人，例如突在公眾場合無緣由地對陌生人說出可能帶有戲謔、嘲諷，甚至挑釁的言語。
躁狂則損害患者的認知能力，可能產生幻覺，從而妄想及認知扭曲等。有些患者在高昂的情緒與幻覺中產生暴力或者自殘行為，有時也會作出不可理喻的行動或者決定。
躁症若沒有被治療，會越來越嚴重。反之，若在發作初期即受到良好的控制，就能保護患者的社會功能，使受到的損害儘量小。

### 鬱期
鬱期（depressive episode），患者會感到憂鬱，包括悶悶不樂、傷心、做任何事都提不起勁、悲痛、自我厭惡、内心空虚等。如果進入重鬱，也有可能感到失去生存的動力。
鬱期的行為視輕重程度（mild or moderate depression to severe depression）而定，包括不想講話、睡眠時間變短、經常性地哭泣、自暴自棄、產生想自殺的念頭，或者將自殺付諸行動等等。

## 分類
根据ICD-11，“双相及相关障碍”大类主要包括“双相I型障碍”（中国大陆译“双相障碍I型”）、“双相Ⅱ型障碍”（中国大陆译“双相障碍Ⅱ型”）与“环性心境障碍”（台湾译“循環性情感疾患”）三种。其中I型与Ⅱ型表现相似，唯一区别为I型需出现躁狂发作或混合发作，而Ⅱ型为轻躁狂发作。
循环型情緒障碍表现为长时间的心境不稳定，期间有若干抑郁和轻躁狂的周期，且没有一种抑郁或躁狂的表现的严重度和持续时间足以符合躁狂或抑郁发作（中/重度）的标准，可伴有正常心境间歇期。
青少年雙相症，多是從一種輕微情緒交替違常引起。簡單來說，情緒違常跟雙相症一樣具有“情緒愉悅、亢奮”與“情緒低落”兩種狀態交替的特徵，但強度不及雙相症的標準。一定比例之擁有循環情緒病徵的兒童，在青春期會轉變成雙相症。同樣的，若需更多關於循環性疾病的細節，請參閱DSM。

## 成因
雙相症發生的原因因人而異，目前還無法明確斷定。通常有特殊學習需要的資優生都會被誤會或被診斷為雙相症。可以確定的是，其成因與遺傳以及壓力都有關係。極少量樣本的雙生子（雙胞胎）研究顯示，此種疾病的成因的確存在可能的遺傳因素，環境影響較大。
對於第I型雙相症，其（先証者）發病一致率在同卵雙生子（同卵雙胞胎）中約為40％，在異卵雙生子（異卵雙胞胎）中則為0－10％。從第I型雙相症、第II型雙相症及循環性情感症的總和來看則為42％ vs. 11％。各種雙相症總的遺傳可能性是0.71。這與單相抑鬱症（憂鬱症）相符合。如果將單相抑鬱症和雙相症的發病率一同加進來觀察，其發病一致率為67％（同卵）和19％（異卵）。與同卵雙生子（同卵雙胞胎）相比，異卵雙生子（異卵雙胞胎）相對較低的發病一致率可說明“相同的家庭環境對於是否造成此類疾病之影響是有限的。”
2018年六月，《科學》期刊發表一篇統合分析初步發現，雙相症和注意力不足過動症、憂鬱症、和思覺失調症有許多共同的可能致病基因。

## 治療
根据至今为止的研究表明，雙相症無法被單靠一種治療方法根治，能透過藥物治療來控制情緒起伏的強度、抑制過多的多巴胺、改善睡眠等周邊的方法，來促使患者症狀改善，也可以使用教導患者如何正確抒發情緒與壓力，以及改善患者外在環境。在多方治療的努力下，患者能恢復成正常人，最好的情况甚至能停藥或只需服用少量藥劑，雙相症跟思覺失調症，以及少數案例為先天，大多都是後天環境因先天基因弱化腦部處理情緒能力低落誘發的。
患者也能夠透過心理治療來學會面對自己變化過於快速又激烈的情緒。心理治療也能使患者意識到自己的情緒變化如何能影響到週遭的人事物，並且學會處理或彌補它造成的後果。就一個兩度住院的患者而言，正常而穩定地服藥與生活作息與否，直接影響病情的穩定及發展，如果再加上充分且積極的病識感，一樣能夠期待患者豐富又多樣的生活。
药物治疗被认为是双相情感障碍的一线疗法。研究表明，药物是对双相情感障碍而言支持最为充分和最有效的治疗方法，并且在减弱躁狂和避免其复发方面是最好和最快速的治疗方案，但只是整体治疗方案的一部分，往往需要结合心理治疗进行。

### 药物治疗
医院通常会开药以治疗双相情感障碍的症状。可用于治疗双相情感障碍的药物包括情绪稳定剂、抗精神病药和抗抑郁药，有时也会建议联合用药。
穩定劑鋰鹽能協助穩定雙相症患者情緒起伏。不過，鋰鹽濃度若太高，會造成中毒反應，所以目前常使用一些其他的藥物如抑止多巴胺理思必妥2ml來搭配鋰鹽，而不是單用鋰鹽治療。由于成本低和普及度高，碳酸锂片和碳酸锂缓释片是临床上常用的药物，但通常需要搭配其他药物使用，并注意副作用。综合而言锂对躁和鬱的预防和治疗效果都优于其他药物，但由于中毒危险，且历史上的来源多夸大其对于肾脏和甲状腺的副作用，因此在发达国家运用率持续下降。
其他可用的抗癲癇藥物還有拉莫三嗪、卡马西平、丙戊酸、樂命達等。拉莫三嗪抗憂鬱效果比抗躁症效果強，是目前美國德州規範建議的雙極性憂鬱期的首選藥物。其他的抗癲癇藥物或鋰鹽或抗精神病藥物多半以抗躁症的能力較強。诸如氯硝西泮类的苯二氮䓬类药物虽然也能抗癫痫、抗躁症，但容易产生依赖，只建议在其他药物起效前短期用于抗躁。加巴喷丁和普瑞巴林可抗癫痫但是无效。
抗精神病藥物，也常被用來控制躁症，甚至是鬱症。如阿立哌唑、喹硫平、奥氮平、理思必妥等。由於第一代（典型）抗精神病藥物長期使用後，容易導致憂鬱的傾向，所以上述的這些第二代（非典型）抗精神病藥物的出現便顯得相當重要。抗精神病藥物比较容易造成体重增长，严重者会演化成二型糖尿病。可以通过在开始使用抗精神病药时同时起用二甲双胍预防。
鈣離子通道阻斷劑維拉帕米也有人認為有效。事實上，以樂命達為例，其本身即具備鈣離子和鈉離子通道阻斷的效果，至於其他的藥理作用，則包括減少谷氨酸產生，以及阻斷NMDA受体。（NMDA受器活化後的傳訊路徑產生之NO會對神經細胞有毒性）
抗抑郁药单独使用效果不优于一般情绪稳定剂，因此一般是组合使用。曾经的三环类抗抑郁药有引发躁狂、加速切换的风险，尤其是对于双相I型患者。现在的SSRI类抗抑郁药和情绪稳定剂组合用药并没有发现这个现象，但出于传统原因还是会避免。单独使用SSRI抗抑郁药加剧躁狂的可能性也远不如以前的三环药，仅是两者合用的三倍。
電痙攣療法（ECT）对于急性发病有效，特别是对于有精神病性障碍和紧张症特征的发作。对于选择避免用药的孕妇，也推荐使用ECT。暂时不清楚氯胺酮是否有效。

#### 药物副作用的管理
服用情绪稳定剂常见副作用及应对方式部分如下：
| 不良副作用 | 应对方式                                                             |
| ---------- | -------------------------------------------------------------------- |
| 一般而言   | 调整剂量，或在一天内调整服用时间。更换情绪稳定剂的种类。             |
| 体重增长   | 预先警示；推荐健康饮食与运动。如果是抗精神病药导致，可加用二甲双胍。 |
| 脱发       | 添加锌 10-50 mg/天 或硒 25-100 微克/天。                             |

### 心理治疗
心理教育、认知行为疗法（CBT）、家庭聚焦疗法（family-focused therapy）有预防复发的作用。人际和社交节律疗法和CBT对于残留的抑郁症状也有作用。一些治疗师强调要和狂躁中的患者交流，建立治疗联盟，帮助恢复。
心理教育有助于提升患者服锂药的依从性。家庭疗法
的证据不足。认知疗法的证据“不错”。其他疗法证据较弱，有的没有经过随机双盲实验。人际和社交节律疗法也有较好证据支持。
无论是药物还是心理治疗，双相都不能治好。但是治疗可以缓解患者的症状，并且学习如何在症状发生之后仍然维持其工作能力、人际关系和自信心。

## 共患病和治疗
多达68%寻求治疗双相障碍的患者会已经患有肥胖症，因此帮助患者减重对于预防其他健康风险来说尤其重要。肥胖的管理方法包括非药物治疗、药物治疗和手术治疗。非药物治疗的例子包括饮食干预、运动、行为疗法或综合治疗。药物治疗包括减肥药或更换已开的处方药。一些患有肥胖症的躁郁症患者也可能有资格接受减肥手术。这些不同方法大多对于一般肥胖人士设计，对于双相患者的具体有效性尚不清楚。
另外71%患者患焦慮、56%患物質使用障礙
、36%患某种人格障礙、10-20%患注意力不足過動症。心理之外的疾病，37%患代謝症候群，35%患偏頭痛、21%患肥胖症、14%患2型糖尿病。这些疾病加在一起，导致双相患者的疾病负担通常很高，死亡率也是一般人群的两倍。甲狀腺功能低下症也很常见（7.5%）。旧时以为是锂导致，现在发现发病率无论何种药物疗法都不低，虽然锂和喹硫平确实是有增加概率。

## 延伸閱讀
- Healy, David. . Baltimore: Johns Hopkins University Press. 2011. ISBN 978-1-4214-0397-7.
- Mondimore, Francis Mark.  3rd. Baltimore: Johns Hopkins University Press. 2014. ISBN 978-1-4214-1206-1.
- Yatham, Lakshmi. . New York: Wiley. 2010. ISBN 978-0-470-72198-8.

## 外部連結
- 中的“Bipolar Disorder”
- Bipolar Disorder overview （页面存档备份，存于） from the U.S. National Institute of Mental Health website
- NICE Bipolar Disorder clinical guidelines （页面存档备份，存于） from the U.K. National Institute for Health and Clinical Excellence website
- Goldstein, Benjamin I; Birmaher, Boris; Carlson, Gabrielle A; DelBello, Melissa P; Findling, Robert L; Fristad, Mary; Kowatch, Robert A; Miklowitz, David J; Nery, Fabiano G. . Bipolar Disorders. 2017-11, 19 (7): 524–543  [2021-09-09]. PMC 5716873 . PMID 28944987. doi:10.1111/bdi.12556. （原始内容存档于2022-07-25） （英语）.